# Don Kichot (powieść)
Don Kichot (pełny tytuł hiszp. El ingenioso hidalgo don Quijote de la Mancha) – powieść Miguela de Cervantesa. Pierwsza część utworu została opublikowana w 1605, natomiast druga – w 1615 roku. Powieść opowiada o losach szlachcica, który wpada w obłęd pod wpływem romansów rycerskich i wyrusza w świat jako błędny rycerz, niesiony nieodłączną szczytną chęcią pomagania ludziom i bronienia najsłabszych.

## Okoliczności powstania i publikacji utworu

### Część pierwsza

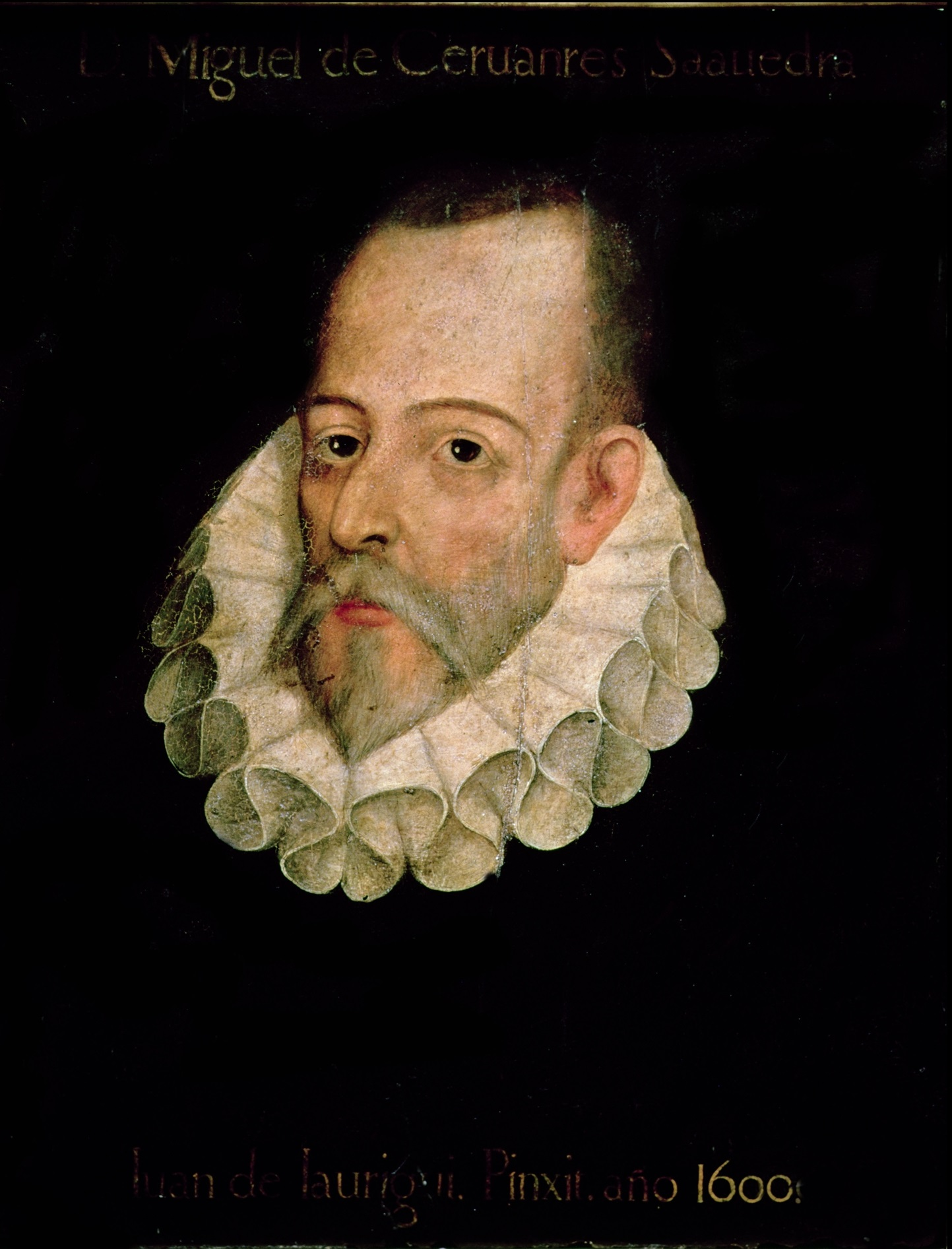
Miguel de Cervantes

Nie wiadomo dokładnie, jak długo trwały prace nad pierwszą częścią powieści. Sam autor wspominał w przedmowie, że utwór powstawał podczas jego pobytu w więzieniu (Cervantes był uwięziony kilkukrotnie, m.in. w 1595 i 1602 roku). Niektórzy badacze wątpią w deklarację autorską, uważając, że Cervantes nie przyznawałby się w przedmowie do tak wstydliwego faktu jak uwięzienie. Pobyty pisarza w więzieniu musiały być powszechnie znane, nie było więc powodu, dla którego miałby je ukrywać. Jeszcze przed publikacją Don Kichot krążył w obiegu rękopiśmiennym. W tej formie zapoznał się z nim m.in. Lope de Vega, który w liście z 14 sierpnia 1604 stwierdził, że nie znajdzie się nigdy człowiek tak głupi, żeby chwalić tę powieść, a samego Cervantesa określił jako najgorszego spośród poetów. Uwagi te były jednak spowodowane nie tyle wartością Don Kichota, ile niechęcią jaką de Vega żywił wobec autora z powodu dwóch złośliwych sonetów z 1600–1602 przypisywanych Cervantesowi. Cervantes odniósł się do nich, wprowadzając w powieści liczne aluzje dotyczące samego de Vegi i hiszpańskiej komedii w ogóle.
Przywilej na druk utworu w Kastylii został wystawiony w Valladolid 26 września 1604. Powieść została wydana przez Francisca de Robles na początku 1605 roku w Madrycie, w drukarni Juana de la Cruesta. Zdobyła dużą popularność, w tym samym roku ukazało się jej sześć kolejnych wydań oraz nielegalne, pomijające prawa autorskie, wydanie w Lizbonie.

### Część druga
Nie wiadomo dokładnie, kiedy Cervantes pracował nad drugą częścią utworu. Prawdopodobnie niektóre fragmenty powstawały już w 1611 roku, inne natomiast w roku 1614. Druga część Don Kichota napisana przez Cervantesa ukazała się w 1615 roku i była dedykowana hrabiemu de Lemos.

### Geneza i inspiracje
Według deklaracji Cervantesa z przedmowy do Don Kichota, utwór miał służyć krytyce literatury rycerskiej. Literatura sławiąca średniowieczne rycerstwo, rodzima lub adaptowana z literatur zagranicznych, była ówcześnie bardzo popularna w Hiszpanii i cieszyła się dużą poczytnością. Była wielokrotnie krytykowana, jako potencjalnie szkodliwa dla czytelnika, oparta na nieprawdopodobieństwach i cudowności. Krytykowali ją m.in. Luis Vives (Institución de la mujer cristiana), Juan de Valdés (Diàlogo de la Lengua), Juan de Mal Lara i Luis de Leon. O szkodliwości takich utworów krążyły również liczne anegdoty: Luiz Zapata opisywał przypadek człowieka, który wyruszył w podróż, mającą na celu powtórzenie przygód z Orlanda szalonego, krążyła też opowieść o studencie, który zaatakował szpadą wyimaginowanych chłopów, napadających na rycerza. Do utworów mogących zainspirować Cervantesa, zalicza się też anonimowe interludium Entremés de los romances, opowiadające o robotniku, który oszalał pod wpływem romansów rycerskich. Mimo że interludium to wykazuje szereg zbieżności z Don Kichotem, to jednak nie wiadomo, czy powstało ono przed 1602, a więc czy mogło rzeczywiście służyć jako źródło do powieści Cervantesa.
Oprócz literatury rycerskiej w ogóle, w Don Kichocie sparodiowane zostały konkretne utwory. Najsilniej sparodiowany został Amadis (m.in. kult dla ukochanej damy oraz wątek umartwiania się w górskiej pustelni). Cervantes posłużył się również powieścią El caballero Cifar oraz romansem Przewaga Esplanadiana.

### Wersja Avellanedy

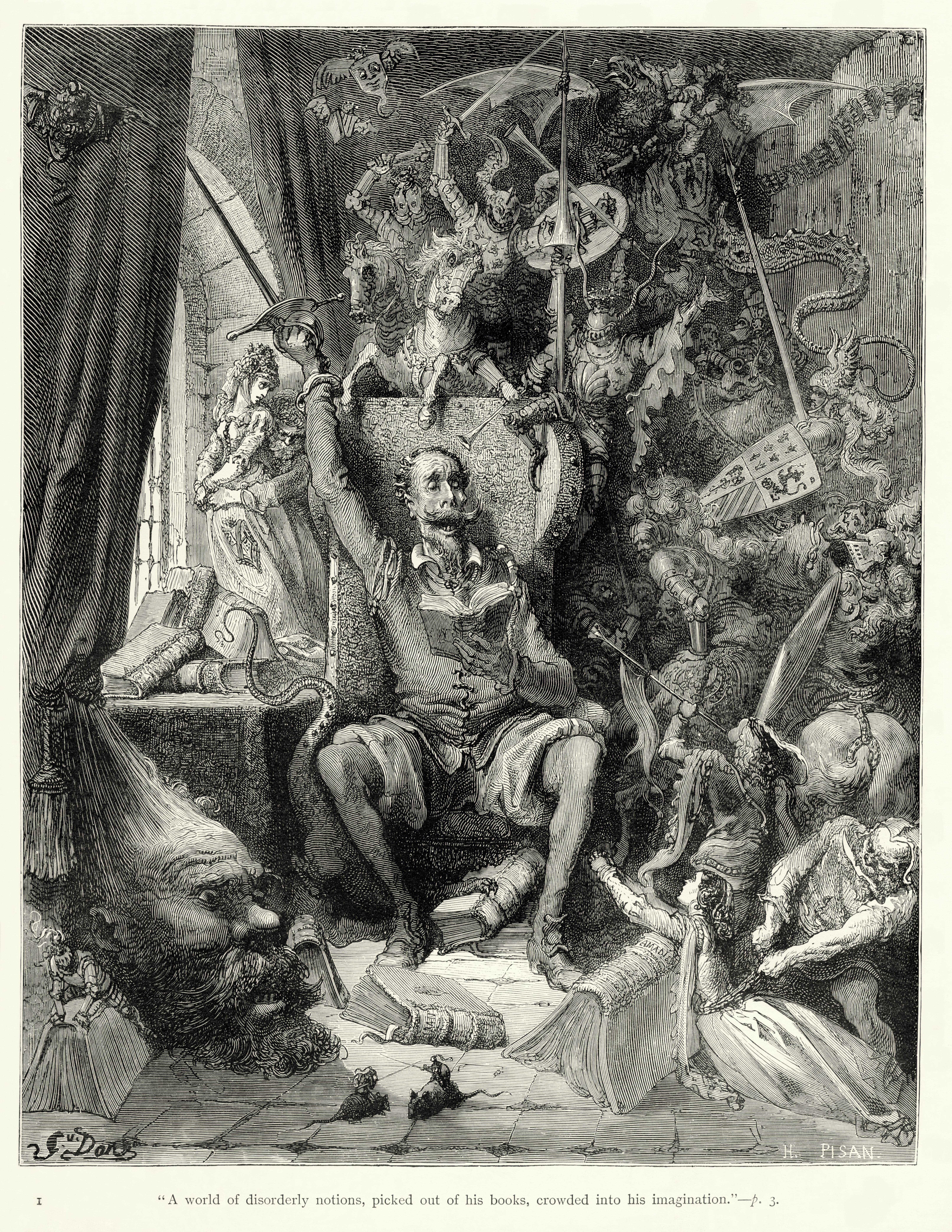
Don Kichote na ilustracji wykonanej do powieści przez Gustave’a Doré

Latem 1614 Cervantes pisał prawdopodobnie rozdział LIX drugiej części powieści. Wtedy to dowiedział się o publikacji w Tarragonie kontynuacji Don Kichota, napisanej przez Alonza Fernandeza de Avellanedę. W przedmowie do tego utworu Avellaneda zaatakował Cervantesa, opisując go jako starego, samotnego kalekę i krytykując go za atakowanie de Vegi. Ponadto sama kontynuacja napisana przez Avellanedę stanowiła parodię Don Kichota – podkreślane są wulgarne cechy postaci, rysy psychologiczne bohaterów są zubożone, przeważa komizm o charakterze fizjologicznym.
Ta publikacja wywarła znaczny wpływ na kontynuację pisaną przez Cervantesa. Pisarz poprzedził ją przedmową, odpierającą zarzuty plagiatora, wprowadził również w treść powieści motyw literackiego falsyfikatu – Don Kichot i Sancho dowiadują się o powieści Avellanedy, spotykają też w karczmie szlachcica w niej przedstawionego; bohaterowie stanowczo odżegnują się od przedstawionej przez plagiatora wersji wydarzeń, a wspomnianemu szlachcicowi każą przysiąc, że wydarzenia opisane przez Avellanedę są nieprawdziwe. Fałszywa kontynuacja miała również wpływ na trasę podróży bohaterów – w pierwszej części utworu Cervantes zapowiedział, że udadzą się oni do Saragossy, ale ponieważ wysłał ich tam Avellaneda, zdecydował się na skierowanie ich do Barcelony. Konstantin N. Dierżawin twierdzi również, że utwór Avellanedy spowodował znaczącą zmianę tonu w końcowej części Don Kichota (rozdziały LIV–LXXIV) – według niego pod wpływem obniżenia tonu i wprowadzenia akcentów parodystycznych przez naśladowcę, Cervantes zdecydował się na wprowadzenie do powieści pierwiastków melancholijnych, pogłębił też wzruszającą część natury głównego bohatera. Badacz zwraca m.in. uwagę na wątek pobytu na dworze możnych w obu utworach – u Avellanedy żarty jakie możni stroją z Don Kichota i spotykające go upokorzenia mają wydźwięk komiczny, natomiast podobny epizod u Cervantesa (Don Kichot u pary książęcej) kończy się powrotem bohaterów i wykazaniem przez nich niesprawiedliwości tkwiącej w śmianiu się z szaleńca. Dierżawin podejrzewa również, że większa ilość wypowiedzi o charakterze filozoficznym, jakie w drugiej części wygłasza Don Kichot, mogła wynikać z polemiki ideowej z Avellanedą.
Utwór Avellanedy mógł również mieć wpływ na zakończenie utworu – być może uśmiercenie bohatera nie leżało w pierwotnych planach autora, a było jedynie sposobem w jaki Cervantes próbował zapobiec pojawianiu się kolejnych naśladownictw i kontynuacji.
Prawdziwa tożsamość de Avellanedy pozostaje do dziś nieustalona, przypuszcza się jedynie, że mógł być jednym z dramatopisarzy z kręgu Lope de Vegi. Niektórzy badacze podejrzewają ponadto, że jego personalia mogły być znane Cervantesowi.

## Zarys treści

### Część pierwsza

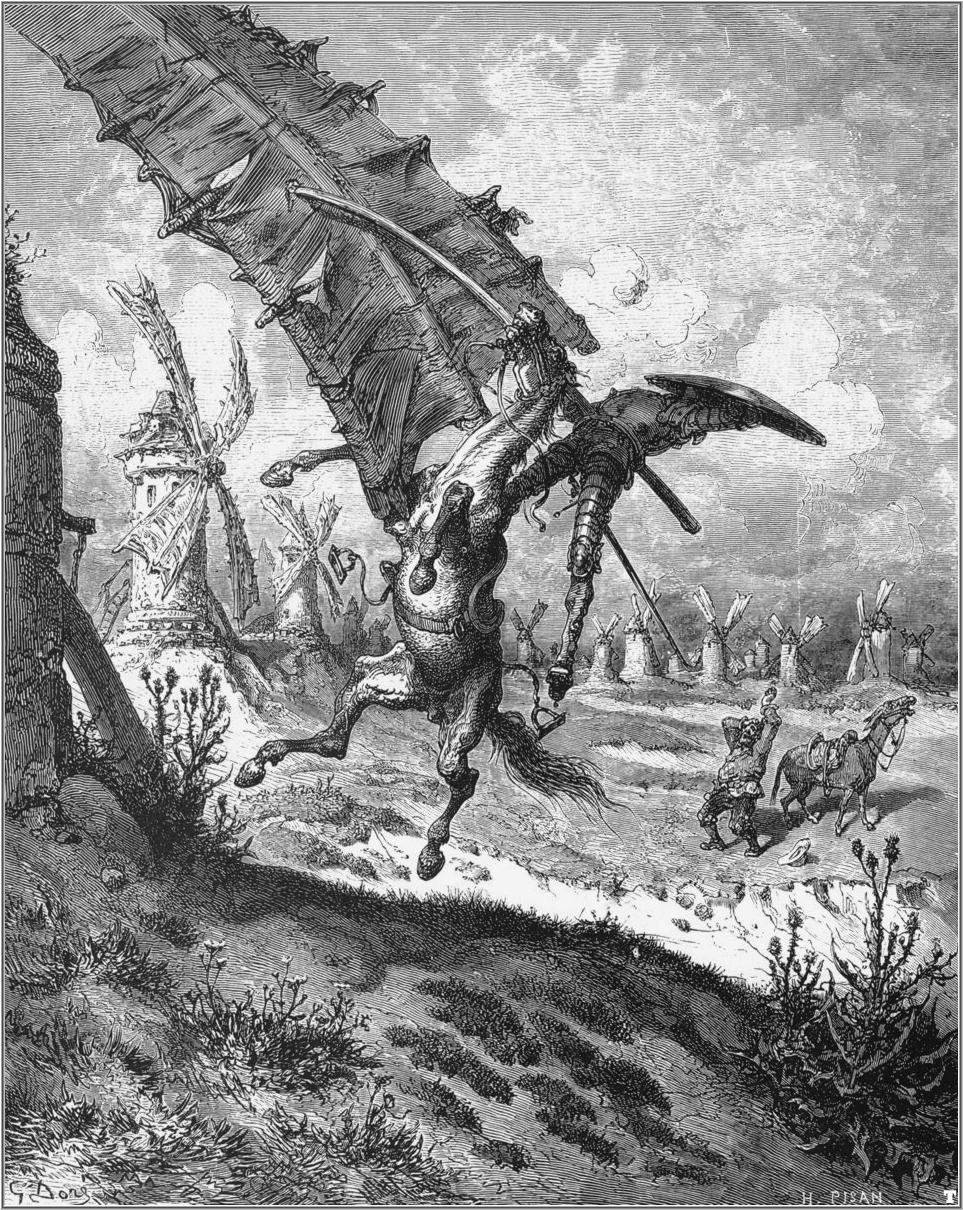
Don Kichot walczący z wiatrakiem

Alonso, szlachcic z La Manchy spędził życie na czytaniu romansów rycerskich. Z czasem wydarzenia przedstawione w książkach zaczął uznawać za prawdziwe, a przedstawionych w nich bohaterów za godnych naśladowania. Uznał więc, że sam powinien zostać błędnym rycerzem. Nadał sobie imię Don Kichot z Manczy i postanowił wyruszyć w świat na koniu, którego nazwał Rosynantem. Ponieważ błędny rycerz powinien być zakochany, zdecydował się wybrać dla siebie damę serca. Postanowił, że zostanie nią wieśniaczka, w której niegdyś się tajemnie podkochiwał – Aldonza Lorenzo, szukając dla niej wytwornego imienia, nazwał ją Dulcyneą z Toboso. Szybko uświadamia sobie jednak, że nigdy nie został pasowany na rycerza, postanawia więc poprosić o to pierwszą napotkaną osobę. Na swojej drodze znajduje karczmę, którą uznaje za piękny zamek. Prosi więc oberżystę, sądząc, że jest on kasztelanem, o pasowanie go na rycerza. Rozbawiony karczmarz czyni zadość jego prośbie. W dalszej drodze spotyka grupę podróżnych. Ponieważ nie chcą oni przyznać, że Dulcynea jest najpiękniejszą z kobiet, Don Kichot atakuje ich. W czasie natarcia spada z konia i zostaje odwieziony do domu przez miejscowego wieśniaka. Widząc szaleństwo bohatera, jego przyjaciele: Balwierz i Pleban, a także gospodyni, przeszukują biblioteczkę Don Kichota i decydują się spalić na dziedzińcu wszystkie księgi, które mogły mu zaszkodzić. Zamurowują też drzwi do biblioteki i udają przed szaleńcem, że pomieszczenie to nie istnieje, gdyż zostało zniszczone przez potężnego czarnoksiężnika. Tymczasem Don Kichot uznaje, że powinien posiadać giermka. Jego wybór pada na miejscowego wieśniaka Sanczo Pansę. Bohater obiecuje mu za pomoc stanowisko gubernatora wyspy. Sancho godzi się i opuszcza żonę i dzieci, aby wyruszyć w drogę z Don Kichotem. W podróży natrafiają na wiatraki. Rycerz bierze je za gestykulujące olbrzymy i przymierza się do natarcia. W trakcie ataku zostaje uderzony skrzydłem wiatraka. Pod wpływem obrażenia trzeźwieje i orientuje się, że olbrzymów nie ma. Uznaje to za kolejną sztuczkę nieprzychylnego mu czarnoksiężnika. Następnie Don Kichot wdaje się w bójkę z mnichami oraz jezdnymi eskortującymi damę, uznając ich za czarnoksiężników, uprowadzających piękną księżniczkę. Po potyczce, w której Don Kichot zostaje raniony w ucho, bohaterowie udają się na nocleg do szałasów pasterskich. Przed snem rozmawiają z koziarzami, którzy opatrują ranę rycerza. Jeden z nich, Antoś, śpiewa piosenkę o miłości. Następną noc spędzają w oberży. Miejscowa służąca Maritornes próbuje w nocy wślizgnąć się do łóżka śpiącego mulnika, wpada jednak w objęcia nocującego w tym samym pomieszczeniu Don Kichota, który bierze ją za księżniczkę. Rozzłoszczony mulnik bije bohatera. Don Kichot wdaje się ponadto w bójkę z łucznikiem bractwa świętej Hermandady. Odniesione w tej walce rany próbuje leczyć czarodziejskim balsamem z oliwy, rozmarynu, soli i wina, balsam ten powoduje u niego jednak mdłości. W dalszej podróży bohater atakuje stado owiec, które bierze za dwie potężne armie oraz żałobników, których uznaje za diabłów, porywających ciało zmarłego. Naciera też na jadącego konno człowieka  i  odbiera  mu miskę balwierską, którą jeździec miał na głowie dla ochrony przed deszczem, a którą bohater uznał za czarodziejski hełm Mambrina. Atakuje również strażników, prowadzących skazanych na galery więźniów. Uwolnieni galernicy obrzucają Don Kichota kamieniami i kradną osła Sancho Pansy. Bohaterowie docierają w końcu do Sierra Morena, gdzie spotykają prowadzącego pustelnicze życie Kardenia, nazywanego Oberwańcem o Złym Wejrzeniu. Człowiek ten, również opętany manią romansów rycerskich, opowiada bohaterom o swojej miłości do Luscindy. Opowieść przerywa jednak jego kłótnia z Don Kichotem o cnotę królowej Madasimy, bohaterki romansu Amadis i bójka, która wywiązuje się z tego sporu. Podczas dalszej drogi Don Kichot postanawia napisać list do Dulcynei. Sancho orientuje się, że chodzi tutaj o wieśniaczkę Aldonzę Lorenso, znaną ze swojej siły i braku cnoty.
Podejmuje się dostarczenia listu i wyrusza w drogę.

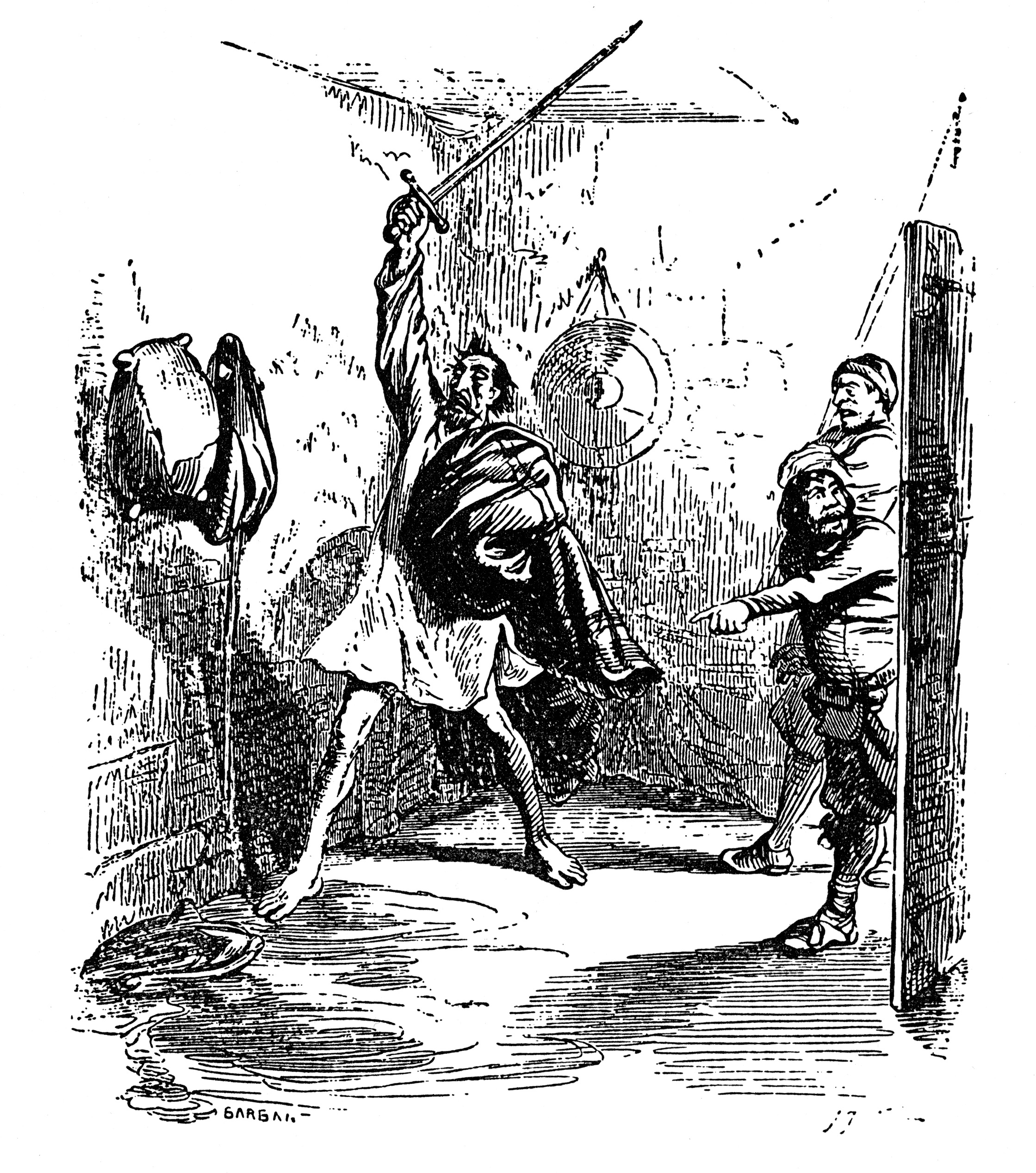
Don Kichot atakujący bukłaki z winem

W drodze do Toboso spotyka Plebana i Balwierza, opowiada im o szaleństwach Don Kichota i liście do Dulcynei (listu tego nie ma przy sobie, gdyż zapomniał zabrać go od swojego pana). Pleban i Balwierz postanawiają sprowadzić rycerza do domu, w tym celu ksiądz przebrać się ma za Dulcyneę, a balwierz za jej giermka. W drodze do Don Kichota spotykają Kardenia, który opowiada im dalszą część swojej historii miłosnej, w której rolę czarnego charakteru odgrywa złowrogi Ferdynand. Pojawia się też uciekająca w męskim przebraniu, przed tym właśnie Ferdynandem, Dorota. Opowiada ona Kardeniowi o tym, że Luscinda kocha go nadal. Wszyscy wyruszają razem w drogę do Don Kichota, postanawiając go wzruszyć historią Doroty. Dorota pozostaje jednak w męskim przebraniu, a jej rolę bierze na siebie przebrany za kobietę pleban. Przedstawiają Don Kichotowi problemy Doroty, podając ją za królewnę fantastycznego kraju, a jej prześladowcę – za złego olbrzyma. Cała grupa wyrusza w dalszą drogę. Podczas noclegu w karczmie znajdują manuskrypt, z którego odczytują historię nadmiernie ciekawego człowieka, spotykają Maura i zawoalowaną kobietę i wysłuchują ich opowieści, w której znaczną rolę odgrywa żołnierz o nazwisku Saavedra (a więc takim samym jak pierwsze nazwisko Cervantesa). Don Kichot tymczasem atakuje bukłaki z winem, biorąc je za olbrzyma. W karczmie pojawiają się też mężczyźni eskortujący młodą płaczącą kobietę. Kobieta ta zostaje rozpoznana jako Luscinda. Luscinda i Kardenio oraz Dorota i Ferdynand odnajdują się, godzą i padają sobie w ramiona. Don Kichot tymczasem postanawia pełnić pod karczmą wartę. Służąca Maritornes postanawia zrobić mu kawał i wiąże go liną i łańcuchem. Po tym jak zostaje uwolniony spotyka w oberży człowieka, któremu ukradł miskę balwierską. Wywiązuje się sprzeczka na temat tego, czy jest ona hełmem czy miską. Zgromadzone towarzystwo dla zabawy staje po stronie bohatera i upiera się, że jest to hełm. Wywiązuje się awantura, po jej zakończeniu pleban i balwierz postanawiają odwieźć Don Kichota do domu. W tym celu na czas podróży zamykają go w klatce. Część pierwsza kończy się przybyciem bohatera do rodzinnej wioski. Autor zamieszcza też obietnicę dalszych jego przygód oraz kilka wierszy napisanych rzekomo przez scholarów z Argamasilli.

### Część druga

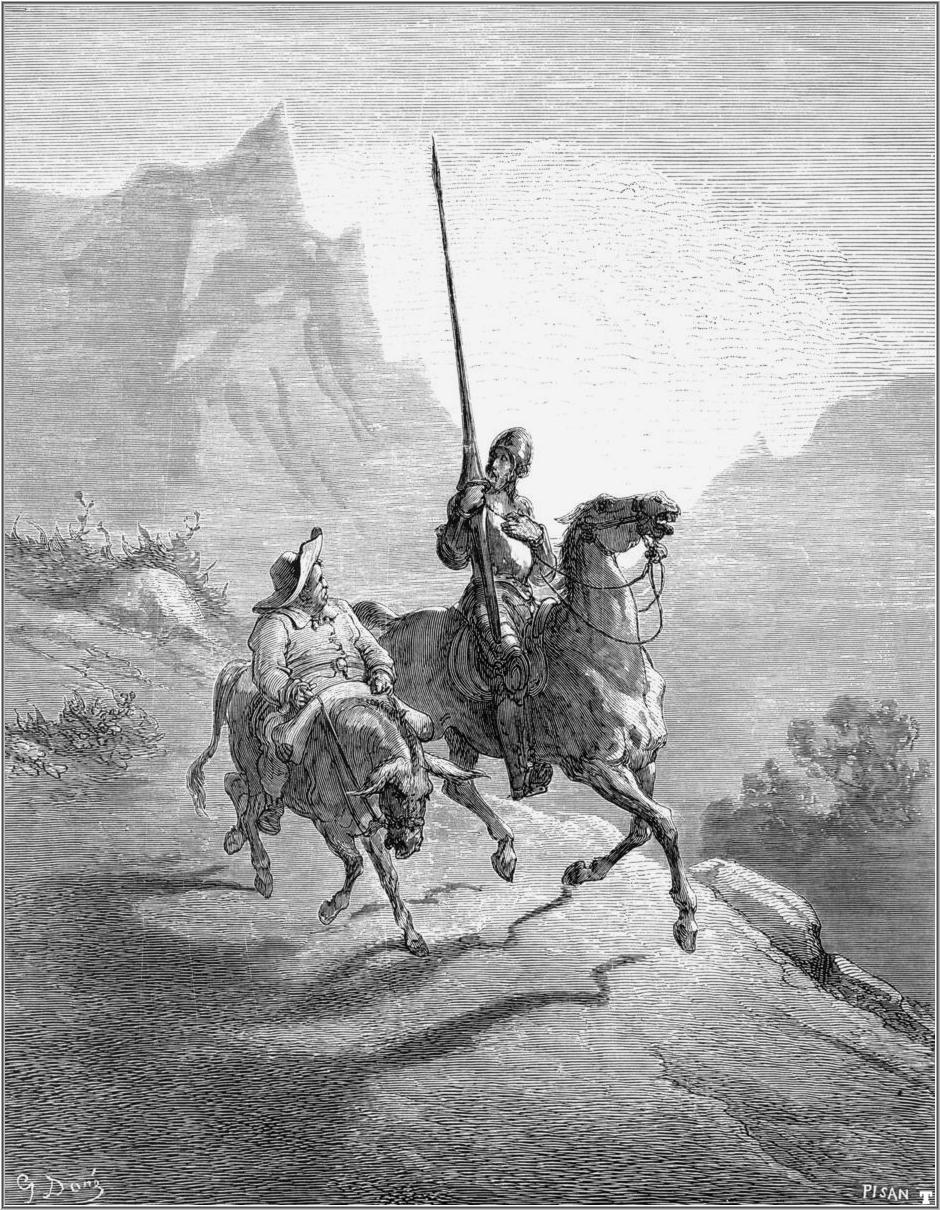
Don Kichote i Sancho Pansa

Balwierz i pleban odwiedzają Don Kichota; początkowo sprawia on wrażenie człowieka zdrowego psychicznie, jednak w trakcie rozmowy okazuje się, że nie wyzbył się obłędu. Bohatera odwiedza też Sancho Pansa, wspomina dawne podróże i informuje swojego pana, że niedawno przybyły do wsi bakałarz Samson Karrasko czytał podobno książkę o wspólnych przygodach Don Kichota i jego giermka. Po rozmowie z bakałarzem i uzyskaniu informacji, że opowieści o jego rycerskich przygodach cieszą się dużą popularnością, bohater postanawia ponownie wyruszyć w drogę. Po krótkiej sprzeczce z żoną Teresą, niechętną temu pomysłowi, Sancho przyłącza się do swego pana. Udają się do Toboso. Sancho ma tam odszukać Dulcyneę i przekazać jej list od rycerza. Bohaterowie spotykają na drodze trzy chłopki, jedną z nich giermek opisuje Don Kichotowi jako Dulcyneę zaczarowaną jedynie w postać brzydkiej wieśniaczki. Rycerz postanawia znaleźć sposób na zdjęcie zaklęcia. Bohaterowie udają się w kierunku Saragossy. Po drodze spotykają innego błędnego rycerza – Rycerza Zwierciadeł. Rycerz ten twierdzi, że niegdyś pokonał w walce wielkiego Don Kichota z Manczy i zmusił go do przyznania, że jego dama serca, Kasildea z Wandalii jest piękniejsza od ukochanej Don Kichota. Oburzony bohater wyzywa go na pojedynek i zwycięża. Kiedy pokonany Rycerz Zwierciadeł zdejmuje hełm, okazuje się być przebranym bakałarzem Karrasko, który na zlecenie balwierza i plebana miał pokonać Don Kichota i nakłonić go do powrotu do domu. Don Kichot uznaje całą sprawę za wynik czarów i cieszy się z odniesionego zwycięstwa. Podczas dalszej podróży bohaterowie spotykają szlachcica Don Diega de Miranda. Wspólnie ruszają dalej. Na trakcie spotykają orszak wiozący lwa. Don Kichot domaga się wypuszczenia zwierzęcia z klatki, aby mógł z nim walczyć, lew jednak jest spokojny i nie chce opuścić swojego więzienia. Bohater uznaje, że stało się to w wyniku jego męstwa i żąda, aby nazywano go od teraz Rycerzem Lwów. Po tej przygodzie bohaterowie spędzają kilka dni w domu Don Diega, a następnie ruszają dalej w kierunku Saragossy. Spotykają w drodze grupę studentów i wieśniaków, którzy zapraszają ich na wesele Kiterii Pięknej z Kamaczem Bogatym. Małżeństwo to zostało zaaranżowane wbrew woli dziewczyny, która z wzajemnością zakochana jest w swoim sąsiedzie, Bazylim. Bohaterowie przyjmują zaproszenie. Tuż przed ślubem pojawia się Bazyli, przebija się szablą i prosi aby przed śmiercią dane mu było poślubić ukochaną Kiterię, po jego śmierci będzie ona mogła wyjść za Kamacza. Po tym jak ksiądz spełnia jego prośbę, młodzieniec wyciąga sobie z piersi szablę i oznajmia, że jego próba samobójcza była sfingowana. Po weselu jeden z przyjaciół Bazylego prowadzi Don Kichota do jaskini Montesinosa, którą rycerz pragnie zwiedzić. Bohater spuszcza się do niej na linie, wraca po pół godzinie i opowiada, że w jaskini spędził trzy dni, widział tam zamek z kryształu, samego Montesinosa i liczne inne cuda, w tym zaczarowaną Dulcyneę. Następnie bohaterowie docierają do zajazdu. Spotykają tam Ginesa z Pasamontu (jednego z uwolnionych w części pierwszej galerników) w przebranego mistrza Piotra, „pokazywacza kukieł”, który zadziwia ich posiadaną przez siebie małpą-jasnowidzką oraz przygotowuje pokaz marionetek. Don Kichot sądząc, że to, co pokazuje się na scenie jest prawdą, niszczy kukiełki, za co musi mistrzowi Piotrowi zapłacić. Bohaterowie spotykają następnie przebywających na łowach księcia i księżną. Księstwo, którzy czytali już opowieść o przygodach Sancho i jego pana, postanawiają dla zabawy przyjąć Don Kichota u siebie i udawać, że rzeczywiście jest on błędnym rycerzem. Nocą książęca para wysyła do bohatera sługę przebranego za diabła, który mówi, że niebawem pojawi się w pobliżu wóz z Dulcyneą i sześcioma oddziałami czarnoksiężników, którzy mogą zdradzić rycerzowi sposób odczarowania ukochanej. Pojawia się wóz, są na nim m.in. paź przebrany za Dulcyneę i marszałek książęcego dworu w kostiumie Merlina. Oznajmiają oni, że aby odczarować ukochaną Don Kichota, Sancho musi przyjąć na goły zadek trzy tysiące batów, po obietnicy otrzymania w nagrodę gubernatorstwa wyspy, giermek obiecuje później dopełnić tego obowiązku. Księstwo tymczasem obmyślają kolejny żart – wysyłają do Don Kichota kilku mężczyzn, którzy udają damy dworu, na które rzucono okrutny czar, sprawiający, że twarze ich porośnięte są brodami. Aby zdjąć klątwę Don Kichot ma zawiązać sobie oczy, wsiąść na zaczarowanego drewnianego konia, Kołkobieguna, udać się do czarnoksiężnika i podjąć z nim walkę w odległym królestwie Kandaya. Rycerz zgadza się i wraz z Sanchem zasiada na drewnianym koniu. Para książęca uruchamia miechy, udające wiatr i żagwie udające płomienie, aby utrzymać bohaterów w złudzeniu podróży. Kiedy Don Kichot i Sancho zsiadają z konia, wszyscy w ogrodzie udają zemdlonych, w ziemię zaś wbita jest kopia, do której przyczepiono kartkę, głoszącą, że męstwo błędnego rycerza spowodowało odczarowanie dam.
Nazajutrz Sancho udaje się do otoczonego murem miasteczka, gdzie ma objąć rzekome gubernatorstwo. Tymczasem Don Kichot słyszy nocą serenadę pod swoim oknem, śpiewa ją za namową księżnej pokojówka Altisidora; bohater sądzi, że pieśń pochodzi od jakiejś zakochanej w nim damy dworu, która obawia się wyjawić swoje uczucia. Następnego dnia natomiast znajduje u siebie w pokoju lutnię. Kiedy zaczyna na niej grać, książę i księżna spuszczają na niego z balkonu stado kotów. Don Kichot podejmuje walkę ze zwierzętami i wychodzi z niej silnie podrapany. Kiedy zdrowieje w łóżku, odwiedza go święcie wierząca w niego ochmistrzyni, pani Rodriguez, skarżąca się, że rolnik uwiódł jej córkę i nie chce się z nią ożenić; prosi rycerza o pomoc w tej sprawie. Sancho tymczasem sądzi, że sprawuje rządy gubernatora, wydaje wyroki i sądzi sprawy, obniża ceny na buty, karze rozpustne pieśni i nakazuje strażnikom sprawdzać, czy biedni rzeczywiście są ubodzy, a nie jedynie udają niedostatek. Wymienia też listy z żoną, podekscytowaną jego nowym stanowiskiem. Księstwo organizują rzekomy napad na wyspę, w czasie którego Sancho zostaje poturbowany. Rezygnuje wtedy z gubernatorstwa i wyrusza w podróż. Po drodze wpada w jamę. Ratuje go Don Kichot, trenujący w pobliżu do pojedynku z rolnikiem, który uwiódł córkę ochmistrzyni. Nie wie, że młynarz ten wyjechał, a księstwo podstawili w jego miejsce lokaja, Gaskończyka Tosilosa, który ma się pojedynkować z rycerzem. Jeśli Tosilos przegra walkę, ma ożenić się z córką ochmistrzyni, jeśli wygra, zostanie zwolniony z danego jej słowa. Tuż przed pojedynkiem Gaskończyk widzi Altistidorę, która bardzo mu się podoba, w zamyśleniu nie reaguje na atak Don Kichota. Rycerz z Manchy wygrywa i małżeństwo dochodzi do skutku, pomimo protestów ochmistrzyni, wynikających z zamiany rolnika na Gaskończyka. Bohaterowie opuszczają dwór. Docierają do karczmy, gdzie słyszą o księdze noszącej tytuł Druga część Don Kichota. Zdumieni przeglądają ją i uznają za pełną błędów i kłamstw. Aby udowodnić kłamstwo księgi, bohaterowie decydują się zmienić trasę i zamiast do Saragossy (w której według Drugiej części Don Kichota mieli przebywać), kierują się w stronę Barcelony. Eskortuje ich tam bandyta Roque Guinart. Roque oddaje Don Kichota pod opiekę Don Antonia Moreno, który postanawia zażartować z rycerza. Udaje, że wierzy w jego historie i stroi sobie z niego żarty. W Barcelonie tymczasem pojawia się Karrasko, przebrany tym razem za Rycerza Białego Księżyca. Ponownie wyzywa na pojedynek Don Kichota i tym razem wygrywa. Za zwycięstwo żąda, aby Don Kichot wrócił do domu i zrezygnował na dłuższy czas z przygód rycerskich. W drodze do domu bohaterowie zostają porwani przez służbę książęcą i przywiedzeni na zamek. Tam widzą Alistidorę, udającą martwą. Warunkiem przywrócenia jej do życia ma być wymierzenie Sanchowi uszczypnięć, prztyczków i ukłuć szpilką. Giermek pozwala na to, dokonuje się rzekome wskrzeszenie. Bohaterowie udają się w dalszą podróż. Spotykają w niej jedną z postaci z fałszywej drugiej części książki, autorstwa Avellanedy i zmuszają ją do podpisania oświadczenia, że rzekoma druga część jest fałszem. Po tym wydarzeniu Don Kichot wraca do domu, aby dopełnić przyrzeczenia danego Rycerzowi Białego Księżyca. Czuje się niezdrów i kładzie do łóżka. Choruje ciężko. Przed śmiercią odzyskuje jasność umysłu i dostrzega, że nie był nigdy błędnym rycerzem, a romanse, które czytał wpędziły go w szaleństwo. Po przyjęciu ostatniego sakramentu umiera spokojnie, w pełni zdrowia psychicznego.

## Forma utworu
Powieść zbudowana jest na zasadzie kroniki skonstruowanej ze stopniowo odnajdywanych źródeł historycznych. Mimo że akcja dzieje się współcześnie, a wydarzenia są aktualne, przypisywana jest im długa tradycja i różnorodne warianty, których prawdziwość narrator musi ustalać w historycznych dociekaniach, poprzez rozróżnianie faktów od niepewnych spekulacji. Rzekome źródła, z których pochodzić ma wiedza o przygodach Don Kichota są wielokrotnie w toku narracji kwestionowane – zapiski Cide Hamete ben Engelego, głównego kronikarza przygód rycerza, oznaczone są jako możliwie stronnicze (ich autor był Maurem, a więc nieprzyjacielem chrześcijan). Akcja bywa również zatrzymywana (np. podczas pojedynku Don Kichota z Baskiem) z powodu rzekomego braku źródeł; dopiero szczęśliwy przypadek umożliwiający ich odnalezienie narratorowi, pozwalał na kontynuowanie opowieści.
Taka konstrukcja powieści służyła wzbudzeniu komizmu poprzez kontrast pomiędzy aktualnością wydarzeń a przypisywaną im historycznością. Odwoływała się także do sposobu konstrukcji romansów rycerskich, w których opieranie utworów na domniemanych historycznych źródłach służyło nadaniu im iluzji prawdziwości . Cervantes poprzez zastosowanie tej techniki dla opisu przygód człowieka obłąkanego, osiąga efekt komizmu – wydarzenia prywatne przedstawiane są jako fakty o znaczeniu dziejowym.
Powieść nawiązuje ponadto do hiszpańskiej powieści łotrzykowskiej (m.in. poprzez obecność obrazów z życia przedstawicieli warstw niższych, motywy kuglarstwa i mistyfikacji, bójki i awantury) oraz do literatury o tematyce pasterskiej (przedstawienie postaci pasterzy i pasterek i ich rozterek miłosnych, brak dbałości o realne przedstawienie życia tej grupy).
W pierwszej części powieści znajdują się liczne wątki wtrącone, nie związane z główną akcją (m.in. historia Chryzostoma i Marceli, opowiadanie jeńca, nowela o nierozważnym ciekawcu). W drugiej części opowiadań wtrąconych jest znacznie mniej, wynikało to być może z reakcji pierwszych czytelników, którzy zarzucali autorowi ich nadmiar.
Język utworu zawiera liczne instrumentacje głoskowe. Autor wykorzystuje też liczne style – mowę potoczną, styl wytworny (np. w radach dla Sanchy dotyczących sprawowania funkcji gubernatora), styl podniosły i oratorski (w monologach Don Kichota, stylizowanych na język rycerski), styl liturgiczny, scholarski, język włóczęgów i przestępców. Charakterystyczny jest też język Sancha, który posługuje się licznymi aforyzmami i przysłowiami (niektóre z nich sam wymyśla), przekręca wyrazy obcego pochodzenia, improwizuje nowe słowa, mające zastąpić te, których nie rozumie. Jego język pełni w powieści funkcję języka naturalnego, przeciwstawionego sztucznemu i fałszywemu językowi romansów rycerskich.

## Miejsce akcji
Miejsce akcji powieści nie jest określone precyzyjnie. Zgodnie z tradycją interpretacyjną za wieś Don Kichota uznaje się miejscowość Argamasilla w rejonie La Manchy, jednak w utworze ani razu nie pada nazwa miejsca, z którego wywodzi się bohater; Cervantes pisze jedynie o pewnym miasteczku. Nazwę Argamasilla wymienia się, ponieważ fikcyjni autorzy wierszy kończących pierwszy tom mieli wywodzić się właśnie stamtąd. Akcja pierwszego tomu dzieje się także w Toboso i w obrębie masywu Sierra Morena. W drugim tomie bohaterowie udają się początkowo w kierunku Saragossy, jednak ostatecznie przemieszczają się do Barcelony. Jednak dokładna trasa, jaką przebywają Don Kichot i Sancha nie jest możliwa do dokładnego odtworzenia – autor unika podawania nazw geograficznych i szczegółów topograficznych, nie pojawiają się opisy miejscowości ani nazwy rzek i miasteczek.

## Polskie tłumaczenia „Don Kichota”
- Historya, czyli dzieie i przygody przedziwnego Don Quiszotta z Manszy. Z hiszpanskiego na francuzkie a teraz na polskie przełozone – przekład: Franciszek Aleksander Podoski, 1786.
- Don Kichot z Manszy – przekład: Walenty Zakrzewski, 1886.
- Przedziwny Hidalgo Don Kichot z Manczy. powieść. – przekład: Edward Boyé, 1932.
- Przemyślny szlachcic Don Kichote z Manczy – przekład: Anna Ludwika Czerny, Zygmunt Czerny, 1955.
- Niezwykłe przygody Don Kichota z la Manczy według Miguela Cervantesa de Saavedry/ na nowo opowiedziane przez Wiktora Woroszylskiego – wersja skrócona, 1983.
- Przemyślny szlachcic don Kichot z Manczy – przekład: Wojciech Charchalis, 2014[17].